# Jim Kelly (lekkoatleta)
Jim Kelly , właśc. James Kelly (ur. w 1900 w Williamstown, zm. 12 lipca 1969 w Cabinteely) – irlandzki lekkoatleta, długodystansowiec.
Podczas igrzysk olimpijskich w Paryżu (1924) nie ukończył biegu eliminacyjnego na 3000 metrów z przeszkodami.

## Rekordy życiowe
- Bieg na 3000 metrów z przeszkodami – 10:10,1 (1923)